# Mizmar
En música árabe, un mizmar (en árabe: مزمار‎) es un instrumento de viento de lengüeta simple o doble. En Egipto, el término mizmar hace referencia generalmente al shawm cónico que se denomina zurna en Turquía.
Mizmar es también un término usado para un grupo de músicos, generalmente un dúo o un trío, que tocan el mizmar junto con un acompañamiento de uno o dos bombos de doble cara, conocido en árabe como “baladi del tabl” o simplemente “tabl.” 
Los mizmars se suelen tocar en Egipto tanto en las bodas como de acompañamiento a la danza del vientre. 
Además de la danza del vientre, el mizmar puede acompañar el dabke, que es una danza tradicional línea de danza que se practica en Líbano, Siria, Israel, los Territorios Palestinos e Irak.
En Líbano, y en Siria, recibe la influencia de la música turca de zurna. La zurna es una variante de afinación más aguda que el mizmar. En esos países también puede ser conocida como zamr (زمر) o zamour, así como mizmar. En Marruecos existe un instrumento similar que se llama ghaita o rhaita (غيطه).